# Ласко (герб)
Ла́ско (Хласко, Гласко, пол. Łasko, Chłasko, Hłasko) — шляхетський герб, різновид герба Леліва.

## Опис герба
У блакитному полі над золотим півмісяцем із золотою зіркою дві срібні клямри в андріївський хрест. Над шоломом у короні хвіст павича.

## Найбільш ранні згадки
Каспер Несецький подає герб Ласко як герб Леліву без відмін, однак, Адам Бонецький наводить приклади відмін: печатку Михайла, підсудка, від 1604 (примітки Дзядулевича) і печатка Михайла, судді вінницького від 1607 року, на яких відображається Леліва з двома клямрами або балками по діагоналі.
За словами Юліуша Кароля Островського вид герба належав Ласкам на Волині і Полоччині.

## Роди
Задибські, Ласки, Ляски, Секунські, Черчерські, Черчицькі.